# Hartsville (Indiana)
Pour les articles homonymes, voir Hartsville.
Hartsville est une municipalité américaine située dans le comté de Bartholomew en Indiana.
Lors du recensement de 2010, sa population est de 362 habitants. La municipalité s'étend alors sur une superficie de 0,34 mille carré (0,88 km2).
Hartsville est fondée en 1832. Elle doit son nom au pionnier local Gideon B. Hart. En 1850, la Hartsville Acamdy est créée par l'Assemblée générale de l'Indiana. Cette université mixte est gérée par la Church of the United Brethren in Christ. Elle est détruite en 1898 par un incendie.